# Route 12 (Manitoba)
Pour les articles homonymes, voir Route 12.
La route 12 est une route provinciale de la province du Manitoba située dans le sud-est de la province, reliant la frontière canado-américaine aux villes de Steinbach, de Sainte-Anne et de Beauséjour. Elle parcourt une distance de 259 km (161 mi) en suivant une orientation sud / nord.

## Description du tracé

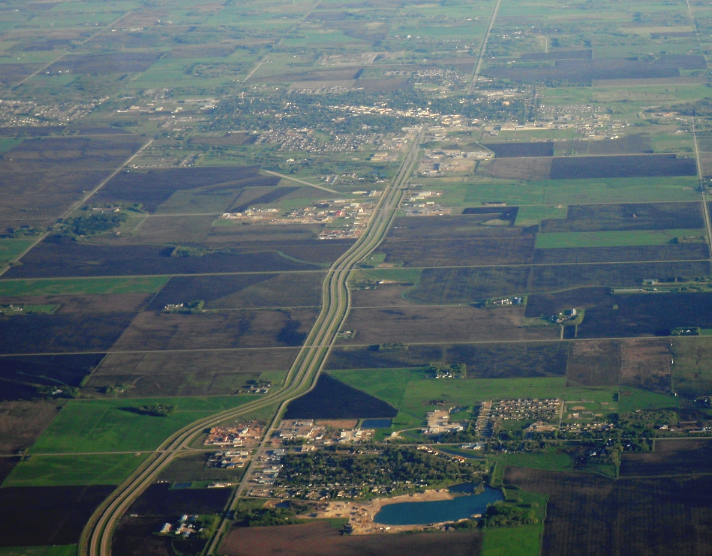
La route 12 à Steinbach alors qu'elle est une route à quatre voies séparées

La route 12 débute au poste frontalier de Middleboro, comme le prolongement de la MN 313. Elle se dirige d'abord vers l'ouest en longeant la frontière sur une trentaine de kilomètres, puis elle se dirige vers le nord-ouest en passant au sud de la Forêt provinciale de Sandilands. À Trentham, elle tourne vers le nord pour rejoindre Steinbach. Elle devient une route à quatre voies séparées en croisant la route 52 dans le centre de la ville. Elle demeure sous cette configuration sur 25 km (16 mi). Elle passe ensuite à l'ouest de Sainte-Anne en ayant une courte section autoroutière. Elle forme ensuite une longue ligne droite vers le nord et rencontre la route 44 pour former un multiplex avec celle-ci vers l'est. Elle passe au nord de Beauséjour et forme ensuite un multiplex avec la route 59. Après que les routes se soient séparées, la route 12 se dirige vers le nord-ouest et prend fin à Grand Beach, sur les rives du Lac Winnipeg.

## Intersections majeures
| Division                                      | Ville                       | km     | Destinations                                               | Notes                                                 |
| --------------------------------------------- | --------------------------- | ------ | ---------------------------------------------------------- | ----------------------------------------------------- |
| No. 1                                         |                             | 0,00   | MN 313 est (Perimeter Highway) – Kenora                    | Continue au Minnesota                                 |
| No. 1                                         | Frontière canado-américaine | 0,00   |                                                            |                                                       |
| No. 1                                         | Sprague                     | 21,00  | PR 308 nord – Northwest Angle                              | Terminus sud de la PR 308                             |
| No. 1                                         | South Junction              | 31,00  | PR 310 sud – South Junction, Roseau                        | Terminus nord de la PR 310                            |
| No. 1                                         |                             | 48,00  | PTH-89 sud / PR 203 nord vers PR 201 – Piney, Badger, Vita | Terminus nord de la PTH-89; terminus sud de la PR 203 |
| No. 1                                         |                             | 62,00  | PR 210 nord – Marchand, Woodridge                          | Terminus sud de la PR 210                             |
| No. 1                                         |                             | 84,00  | PR 404 nord vers PR 203 – Sandilands, Woodridge            | Terminus sud de la PR 404                             |
| No. 2                                         | Zhoda                       | 94,00  | PR 302 – Vita                                              |                                                       |
| No. 2                                         |                             | 102,00 | PR 403 ouest – Pansy, Saint-Malo                           | Terminus est de la PR 403                             |
| No. 2                                         |                             | 113,00 | PR 205 ouest – Grunthal, Sarto, Saint-Pierre-Jolys         | Terminus est de la PR 205                             |
| No. 2                                         |                             | 121,00 | PR 303 est – Friedensfeld                                  | Terminus ouest de la PR 303                           |
| No. 2                                         | Steinbach                   | 128,00 | PTH-52 (Main Street) – Mitchell, La Broquerie              |                                                       |
| No. 2                                         |                             | 133,00 | PR 311 est – Giroux                                        | Terminus sud du multiplex avec la PR 311              |
| No. 2                                         |                             | 137,00 | PR 311 ouest – Blumenort, Niverville                       | Terminus nord du multiplex avec la PR 311             |
| No. 2                                         |                             | 144,00 | PR 210 – Sainte-Anne, Landmark, La Broquerie               |                                                       |
| No. 2                                         |                             | 145,00 | PR 207 (Dawson Road) – Sainte-Anne, Lorette, Richer        | Échangeur                                             |
| No. 2                                         |                             | 147,00 | PTH-1 – Winnipeg, Falcon Lake, Kenora                      | Échangeur; sortie 375 de la PTH-1                     |
| No. 2                                         |                             | 152,00 | PR 501 est – Ross                                          |                                                       |
| No. 12                                        | Anola                       | 166,00 | PTH-15 (Dugald Road) – Winnipeg, Dugald, Elma              |                                                       |
| No. 12                                        |                             | 176,00 | PR 213 ouest – Hazelridge                                  | Terminus est de la PR 213                             |
| No. 12                                        |                             | 185,00 | PR 215 est – Beauséjour                                    | Terminus ouest de la PR 215                           |
| No. 12                                        |                             | 187,00 | PTH-44 ouest – Lockport, Tyndall-Garson                    | Terminus sud du multiplex avec la PTH-44              |
| No. 12                                        | Beauséjour                  | 197,00 | PTH-44 est – West Hawk Lake                                | Terminus nord du multiplex avec la PTH-44             |
| No. 12                                        |                             | 205,00 | PR 435                                                     |                                                       |
| No. 12                                        | Dencross                    | 218,00 | PR 317 – Libau, Lac-du-Bonnet                              |                                                       |
| Limite No. 13–No. 1                           |                             | 237,00 | PTH-59 sud – Winnipeg                                      | Terminus sud du multiplex avec la PTH-59              |
| Limite No. 13–No. 1                           |                             | 239,00 | PR 304 nord / PR 500 nord – Beaconia, Powerview-Pine Falls | Terminus sud de la PR 304; terminus sud de la PR 500  |
| Limite No. 13–No. 1                           |                             | 247,00 | PTH-59 nord – Victoria Beach                               | Terminus nord du multiplex avec la PTH-59             |
| No. 13                                        |                             | 251,00 | PR 500 sud – Beaconia                                      | Terminus nord de la PR 500                            |
| No. 13                                        | Grand Marais                | 254,00 | Parc provincial de Grand Beach                             |                                                       |
| - Terminus de multiplex - Transition de route |                             |        |                                                            |                                                       |